# Iraj Harirchi

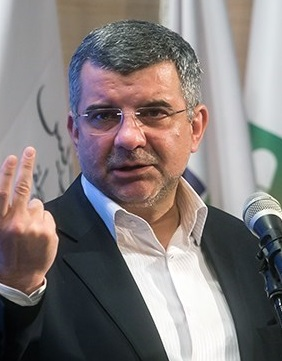
Iraj Harirchi, 2019

Iradsch Harirchi oder Iraj Harirchi Tabrizi (persisch ایرج حریرچی تبریزی; geboren 1966 in Täbris) ist ein iranischer Politiker und Arzt. Er ist stellvertretender Minister für Gesundheit und medizinische Ausbildung.

## Leben
Harirchi wurde 1966 in Täbris geboren und gehört zur aserbaidschanischen Minderheit in Iran.
Harirchi begann seine Hochschulausbildung 1984 im Bereich der Medizin an der medizinischen Fakultät der Universität Teheran und schloss sie 1993 ab. 1998 erhielt er einen Abschluss in Allgemeinchirurgie von der Medizinischen Fakultät der Universität Teheran. Harirchi ist Fakultätsmitglied und Professor in der Abteilung für Chirurgie in Teheran.
Nun gehört er zum Kabinett Rohani II.

## COVID-19-Pandemie
Während der COVID-19-Pandemie in Iran war er anfangs der so genannte „Coronabeauftragte“. Am 25. Februar gab Harirchi bekannt, dass bei ihm COVID-19 diagnostiziert und er sich selbst unter Quarantäne gestellt hatte. Am 12. März stellte man fest, dass sich Iraj Harirchi vollständig von dem Virus erholt hatte.